# 涼貴涼
涼貴 涼（すずき りょう、10月12日 - ）は日本の女性声優。主にアダルトゲームに声をあてている。笑兵衛（しょうべえ）名義でも活動している。Production GIWに所属。爽やかで際立った声が特徴。

## 出演作品
太字は主役・メインキャラクター

### 自主制作アニメ
2015年
- おともだち（ゆき[5]）

### ゲーム

#### 2007年
- ヤりすぎ!家庭教師のお姉さん（真希）[6]

#### 2008年
- The3Days -15人連続レイプ-（逢沢彩音、牧村伊織、赤江純子）
- 精液大量注入! 〜オレの子種は媚薬入り〜（由梨絵）[7]

#### 2009年
- 姉と小町♂ 〜巨乳姉妹の女装っ娘いじり〜（水城弥生、エレーナ）[8]
- す快らーく 〜昼はファミレス・夜はハメレス〜（板野冷兎）[9]
- 夢みる恋の結びかた（桐原小枝）[10]
- ロリマゾ（折原七海）[11]

#### 2010年
- 愛妻 【reverse side】（北澤翔）[12]
- ヴァンパイア女学院 -迷宮学園II-[13]
- 思いっきり! 精液大量注入! 〜高飛車女をアヘらせろ!〜（宮森かすみ）[14]
- 危険日狙って!? 孕ませ学園（月嶋和葉）[15]
- サキュバス☆ルゥの中出し魔力補給♪（ルゥ）[16]
- 戦国の黒百合 〜ふたなり姫と隷属の少女〜（朔）[17]
- びんビンッ!! 〜彼と彼女と貧乏な神様〜（貧乏神）[18]
- まこと先生の受難（一之瀬遥）
- ma cherie －エゴノカタマリカタマリノエゴ－（ルシエール＝エルディッサ）[19]
- RINASCIMENTO リナシメント（ニクス、ハインリヒ、イロナ）

#### 2011年
- AQUA（橘直樹）[20]
- アナックNo.1 ブルマー少女の教師イジメ（小島みさお様）[21]
- あの、いつも明るくて元気なオバさんが、クソガキにメス犬調教されて熟女系エロ雑誌でイキ顔を晒すなんて…!!（相澤さなえ）
- Arpeggio 神奈ルート（水引神奈）
- いつでも女の子に精液大量注入! して褒められる世界（志緒理、美和子、杉浦茜）
- 妹調教日記 〜こんなツンデレが俺の妹なわけない!〜（桜ほのか）[22]
- 淫乱恥療カウンセル 〜徹男の部屋〜（美優）[23]
- 犯され勇者 〜凛々しく世界を救うハズだったボク…〜（ティデス、サーヤ、結愛、ミミー、リル、ミル）
- 俺のねーちゃんと転校生がエロくなった理由（山科亜矢）
- 彼女と彼女と私の七日 -Seven days with the Ghost-（網城杏奈）[24]
- 川の流れを留めてみたい - What do they wish for?（柚川るる）[25]
- 喜○荘 妄想宿泊記
- 君がいた図書室（早水千穂）[26]
- 巨娘国渡航記2（冴桐樹）
- 高貴なお嬢様を片っ端から孕ませたら、どうなるか?（ソーニャ）
- 催眠、好きですよね? 〜アイドルだって発情させます〜（綾乃）
- TOKYOショタストリート（フジコ）
- となりのちえちゃん 〜小さな女王様〜（小咲千恵）[27]
- 奴隷ママ 受精教育 〜友達の母親調教〜（母峰美沙）[28]
- 女体研究倶楽部 〜あの娘を眠らせ悪戯三昧〜（桜坂リナ）[29]
- 忍者学園 -迷宮学園III-
- 捕食ゲーム 〜生きたまま丸呑み〜（川崎瑠璃香）[30]
- マーメイド海峡を越えろ!（人魚）
- 未確認くぱぁ物体おーぱーつゅ（クルル）[31]
- 妖蟲ノ檻（エリカ・ローズフィル）
- 凌辱バトル・ロワイヤル（クロエ＝グリーンウッド）[32]
- Wrong Button 〜掛け違えたボタン〜
- わーすと☆コンタクト 〜死神彼女と宇宙人〜（ルゥルッパル）[33]

#### 2012年
- 犯され勇者II 〜勇者なのに、ち○ちんをピクピクされてばかりのボク…〜（パオラ、アム、マナナンガル、ガブリーヌ・ドヌーヴ）
- 乙女神物語 〜リフィのカラッパ島奮闘記〜（リフィ）
- オレの種付け祭 〜いきなり町内ビッチだらけ〜（六角麻美、今井静香、さゆり、千秋）
- 義妹ホールと妹ホールド（春野真夜）
- さくら、咲きました。（十日町霞、トロ）
- S.I.S.T.A.R.S:KISS OF TRINITY（月宮想瑠）[34]
- 真! 凌辱バトル・ロワイヤル
- 3M -Marionettes manipulate the marionette- #defie（桧原明海）[35]
- 戦国の黒百合 〜ふたなり姫と敵国の姫君〜（朔）[36]
- ダンジョンブレイカー2（エクシア）
- チンデレ 〜お捧げなさい肉棒を〜
- 帝国封印学舎 -迷宮学園IV-
- 永遠に美しき冬よりも - It will be covered with the white.
- 孕み頃♪ 〜元ヤン母とグラビアアイドル妹の誘惑〜（凛子）
- 人妻の穴 〜あの子はここから生れてきたのよ〜（月島静乃）[37]
- FaintTone（紗亘心弦）[38]
- 魔王と勇者がいた世界（ミツルギ）
- レイプde妹
- わん・もあ・ちゃんす!（チェルシー）[39]

#### 2016年
- Re:LieF〜親愛なるあなたへ〜（ユウ）

#### 2025年
- ジャムジャムジェリー エクサレンテ（ジャムジャム、笑兵衛名義）[40]

### 自主制作ゲーム(笑兵衛名義)
- ウツロマユ Hollow Cocoon(深山綾乃、陣場結)